# Tapio Sipilä
Tapio Sipilä (n. 26 noiembrie 1958, Kiiminki, Oulu, Finlanda) este un luptător ce a reprezentat Finlanda, medaliat olimpic. A participat la 3 ediții ale Jocurilor Olimpice (1980, 1984, 1988) în care a câștigat o medalie de argint și o medalie de bronz.